# Liga Nacional de Baloncesto 2016
La temporada 2016 de la Liga Nacional de Baloncesto fue la undécima temporada de la historia de la competición dominicana de baloncesto. La temporada regular contó con 80 partidos en general (20 por equipo), esta comenzó el jueves 30 de junio de 2016 y finalizó el lunes 15 de agosto de 2016. La fase semifinal de la temporada, el Round Robin comenzó el miércoles 17 de agosto de 2016 y terminó el sábado 3 de septiembre de 2016, mientras que la Serie Final inició el miércoles 7 de septiembre y terminó el miércoles 21 de septiembre de 2016, cuando los Leones de Santo Domingo se coronaron campeones de la liga al derrotar a los Metros de Santiago 4-3 en la serie final.

## Temporada regular
La temporada regular comenzó el jueves 30 de junio de 2016 con el partido inaugural entre los Cañeros del Este recibiendo a los Soles de Santo Domingo Este en el Polideportivo Eleoncio Mercedes. La temporada regular terminó el lunes 15 de agosto de 2016 con el partido entre los Indios de San Francisco de Macorís contra los Reales de La Vega en el Polideportivo Mario Ortega.

### Clasificaciones
| Circuito Norte | Circuito Norte                     | Circuito Norte | Circuito Norte | Circuito Norte | Circuito Norte | Circuito Norte | Circuito Norte | Circuito Norte | Circuito Norte |
| Pos.           | Equipo                             | PJ             | G              | P              | %              | PD             | Casa           | Fuera          | Pts            |
| -------------- | ---------------------------------- | -------------- | -------------- | -------------- | -------------- | -------------- | -------------- | -------------- | -------------- |
| 1              | Metros de Santiago                 | 20             | 18             | 2              | .900           | -              | 10-0           | 8-2            | 38             |
| 2              | Huracanes del Atlántico            | 20             | 8              | 12             | .400           | 10             | 6-4            | 2-8            | 28             |
| 3              | Reales de La Vega                  | 20             | 7              | 13             | .350           | 11             | 5-5            | 2-8            | 26             |
| 4              | Indios de San Francisco de Macorís | 20             | 5              | 15             | .250           | 13             | 4-6            | 1-9            | 25             |

| Circuito Sureste | Circuito Sureste              | Circuito Sureste | Circuito Sureste | Circuito Sureste | Circuito Sureste | Circuito Sureste | Circuito Sureste | Circuito Sureste | Circuito Sureste |
| Pos.             | Equipo                        | PJ               | G                | P                | %                | PD               | Casa             | Fuera            | Pts              |
| ---------------- | ----------------------------- | ---------------- | ---------------- | ---------------- | ---------------- | ---------------- | ---------------- | ---------------- | ---------------- |
| 1                | Leones de Santo Domingo       | 20               | 12               | 8                | .600             | -                | 7-3              | 5-5              | 32               |
| 2                | Soles de Santo Domingo Este   | 20               | 11               | 9                | .550             | 1                | 7-3              | 4-6              | 31               |
| 3                | Titanes del Distrito Nacional | 20               | 10               | 10               | .500             | 2                | 6-4              | 4-6              | 30               |
| 4                | Cañeros del Este              | 20               | 9                | 11               | .450             | 3                | 5-5              | 4-6              | 29               |

|  | Clasificados al Round Robin |

Fuente: Posiciones

### Estadísticas individuales

#### Puntos
| Pos. | Jugador           | Equipo                      | Partidos | Puntos | Promedio |
| ---- | ----------------- | --------------------------- | -------- | ------ | -------- |
| 1    | Víctor Liz        | Metros de Santiago          | 15       | 336    | 22.4     |
| 2    | Robert Glenn      | Metros de Santiago          | 18       | 334    | 18.6     |
| 3    | Juan Miguel Suero | Soles de Santo Domingo Este | 19       | 347    | 18.3     |
| 4    | Alejandro Carmona | Soles de Santo Domingo Este | 20       | 353    | 17.7     |
| 5    | John Taylor       | Huracanes del Atlántico     | 20       | 334    | 16.7     |

#### Rebotes
| Pos. | Jugador         | Equipo                             | Partidos | Rebotes | Promedio |
| ---- | --------------- | ---------------------------------- | -------- | ------- | -------- |
| 1    | Jonathan Araujo | Indios de San Francisco de Macorís | 19       | 207     | 10.9     |
| 2    | Eloy Vargas     | Metros de Santiago                 | 18       | 177     | 9.8      |
| 3    | Jordan Richard  | Soles de Santo Domingo Este        | 16       | 151     | 9.4      |
| 4    | Maurice Sutton  | Titanes del Distrito Nacional      | 20       | 172     | 8.6      |
| 5    | Edward Santana  | Titanes del Distrito Nacional      | 19       | 163     | 8.6      |

#### Asistencias
| Pos. | Jugador           | Equipo                      | Partidos | Asistencias | Promedio |
| ---- | ----------------- | --------------------------- | -------- | ----------- | -------- |
| 1    | Danilo Núñez      | Soles de Santo Domingo Este | 18       | 93          | 5.2      |
| 2    | Juan Miguel Suero | Soles de Santo Domingo Este | 19       | 83          | 4.4      |
| 3    | Alex Abreu        | Leones de Santo Domingo     | 20       | 86          | 4.3      |
| 4    | Adris de León     | Metros de Santiago          | 19       | 69          | 3.6      |
| 5    | Gelvis Solano     | Reales de La Vega           | 14       | 49          | 3.5      |

#### Robos
| Pos. | Jugador        | Equipo                  | Partidos | Robos | Promedio |
| ---- | -------------- | ----------------------- | -------- | ----- | -------- |
| 1    | Gelvis Solano  | Reales de La Vega       | 14       | 30    | 2.1      |
| 2    | Adris de León  | Metros de Santiago      | 19       | 36    | 1.9      |
| 3    | Jaison Valdez  | Huracanes del Atlántico | 20       | 37    | 1.9      |
| 4    | Manuel Fortuna | Leones de Santo Domingo | 20       | 36    | 1.8      |
| 5    | José Corporan  | Leones de Santo Domingo | 20       | 31    | 1.6      |

#### Tapones
| Pos. | Jugador        | Equipo                        | Partidos | Tapones | Promedio |
| ---- | -------------- | ----------------------------- | -------- | ------- | -------- |
| 1    | Jordan Richard | Soles de Santo Domingo Este   | 16       | 62      | 3.9      |
| 2    | Maurice Sutton | Titanes del Distrito Nacional | 20       | 30      | 1.5      |
| 3    | Eloy Vargas    | Metros de Santiago            | 18       | 23      | 1.3      |
| 4    | M. J. Rhett    | Leones de Santo Domingo       | 20       | 25      | 1.3      |
| 5    | Devin Green    | Reales de La Vega             | 14       | 15      | 1.1      |

#### Porcentaje de tiros de campo
| Pos. | Jugador           | Equipo                        | Partidos | TCA | TCI | Porcentaje |
| ---- | ----------------- | ----------------------------- | -------- | --- | --- | ---------- |
| 1    | Robert Glenn      | Metros de Santiago            | 18       | 136 | 212 | 64.15%     |
| 2    | Jordan Richard    | Soles de Santo Domingo Este   | 16       | 103 | 180 | 57.22%     |
| 3    | M. J. Rhett       | Leones de Santo Domingo       | 20       | 113 | 203 | 55.67%     |
| 4    | Alejandro Carmona | Soles de Santo Domingo Este   | 20       | 148 | 271 | 54.61%     |
| 5    | Edward Santana    | Titanes del Distrito Nacional | 19       | 109 | 204 | 53.43%     |

#### Porcentaje de triples
| Pos. | Jugador        | Equipo                      | Partidos | 3PA | 3PI | Porcentaje |
| ---- | -------------- | --------------------------- | -------- | --- | --- | ---------- |
| 1    | Anthony Goods  | Soles de Santo Domingo Este | 19       | 37  | 73  | 50.68%     |
| 2    | Manuel Fortuna | Leones de Santo Domingo     | 20       | 46  | 106 | 43.40%     |
| 3    | Adris de León  | Metros de Santiago          | 19       | 51  | 120 | 42.50%     |
| 4    | Andy Williams  | Cañeros del Este            | 20       | 37  | 89  | 41.57%     |
| 5    | José Guitian   | Huracanes del Atlántico     | 19       | 38  | 92  | 41.30%     |

#### Porcentaje de tiros libres
| Pos. | Jugador        | Equipo                        | Partidos | TLA | TLI | Porcentaje |
| ---- | -------------- | ----------------------------- | -------- | --- | --- | ---------- |
| 1    | James Maye     | Titanes del Distrito Nacional | 20       | 48  | 52  | 92.31%     |
| 1    | Manuel Guzmán  | Soles de Santo Domingo Este   | 20       | 48  | 52  | 92.31%     |
| 3    | Adris de León  | Metros de Santiago            | 19       | 58  | 67  | 86.57%     |
| 4    | Víctor Liz     | Metros de Santiago            | 15       | 72  | 85  | 84.71%     |
| 5    | Manuel Fortuna | Leones de Santo Domingo       | 20       | 38  | 45  | 84.44%     |

### Premios
- Jugador Más Valioso:

-  Robert Glenn, Metros de Santiago

- Jugador Defensivo del Año:

-  Jordan Richard, Soles de Santo Domingo Este

- Sexto Hombre del Año:

-  José Corporán, Leones de Santo Domingo

- Novato del Año:

-  Jonathan Araujo, Indios de San Francisco de Macorís

- Dirigente del Año:

-  Carlos González, Metros de Santiago

## Playoffs

### Round Robin
Para esta temporada, la liga estableció un nuevo formato de competición aplicando el sistema de todos contra todos (round robin) en la fase semifinal de la liga, sustituyendo el formato de eliminación directa. Para el round robin clasifican los tres mejores equipos de cada circuito donde se disputa un máximo de 24 partidos (8 por cada equipo; 12 por circuito), los dos equipos con el mejor balance de cada circuito avanza a la serie final para allí definir el campeón de la liga. Este formato es el utilizado por la Liga de Béisbol Profesional de la República Dominicana.

#### Clasificaciones
| Circuito Norte | Circuito Norte          | Circuito Norte | Circuito Norte | Circuito Norte | Circuito Norte | Circuito Norte | Circuito Norte | Circuito Norte | Circuito Norte |
| Pos.           | Equipo                  | PJ             | G              | P              | %              | PD             | Casa           | Fuera          | Pts            |
| -------------- | ----------------------- | -------------- | -------------- | -------------- | -------------- | -------------- | -------------- | -------------- | -------------- |
| 1              | Metros de Santiago      | 6              | 6              | 0              | 1.000          | -              | 3-0            | 3-0            | 12             |
| 2              | Reales de La Vega       | 5              | 2              | 3              | .400           | 3½             | 1-2            | 1-1            | 7              |
| 3              | Huracanes del Atlántico | 5              | 0              | 5              | .000           | 5½             | 0-2            | 0-3            | 5              |

| Circuito Sureste | Circuito Sureste              | Circuito Sureste | Circuito Sureste | Circuito Sureste | Circuito Sureste | Circuito Sureste | Circuito Sureste | Circuito Sureste | Circuito Sureste |
| Pos.             | Equipo                        | PJ               | G                | P                | %                | PD               | Casa             | Fuera            | Pts              |
| ---------------- | ----------------------------- | ---------------- | ---------------- | ---------------- | ---------------- | ---------------- | ---------------- | ---------------- | ---------------- |
| 1                | Leones de Santo Domingo       | 6                | 6                | 0                | 1.000            | -                | 3-0              | 3-0              | 12               |
| 2                | Soles de Santo Domingo Este   | 5                | 1                | 4                | .200             | 4½               | 0-2              | 1-2              | 6                |
| 3                | Titanes del Distrito Nacional | 5                | 1                | 4                | .200             | 4½               | 0-3              | 1-1              | 6                |

|  | Campeón del Circuito y avanza a la Serie Final |

### Serie Final
| Partido | Fecha            | Local                   | Resultado    | Visitante               |
| ------- | ---------------- | ----------------------- | ------------ | ----------------------- |
| 1       | 7 de septiembre  | Metros de Santiago      | 104-93 (1-0) | Leones de Santo Domingo |
| 2       | 9 de septiembre  | Leones de Santo Domingo | 101-85 (1-1) | Metros de Santiago      |
| 3       | 11 de septiembre | Metros de Santiago      | 89-90 (1-2)  | Leones de Santo Domingo |
| 4       | 14 de septiembre | Leones de Santo Domingo | 77-88 (2-2)  | Metros de Santiago      |
| 5       | 16 de septiembre | Metros de Santiago      | 100-89 (3-2) | Leones de Santo Domingo |
| 6       | 18 de septiembre | Leones de Santo Domingo | 93-87 (3-3)  | Metros de Santiago      |
| 7       | 21 de septiembre | Metros de Santiago      | 97-101 (3-4) | Leones de Santo Domingo |

| Campeón de la Liga Nacional de Baloncesto 2016 |
| ---------------------------------------------- |
| Leones de Santo Domingo Segundo título         |

| Jugador Más Valioso de la Serie Final   |
| --------------------------------------- |
| Manuel Fortuna, Leones de Santo Domingo |

## Hechos destacados
- Los Indios de San Francisco de Macorís retiraron el número 4, el cual fue utilizado por Richard Ortega, quien jugó con los Indios desde el 2005 hasta 2015, consiguiendo el campeonato nacional en 2013. También fue elegido Jugador Más Valioso de la Liga Nacional de Baloncesto en 2008 y fue líder en asistencias de la liga en 2007, 2008 y 2010. Ortega se convirtió en el primer jugador de la historia de la liga en tener su número retirado en un equipo.[9][10]

- Los Leones de Santo Domingo se trasladaron de escenario para jugar sus partidos como local en el Polideportivo San Carlos en Santo Domingo, aunque jugaron sus primeros partidos en su antiguo hogar, el Palacio de los Deportes Virgilio Travieso Soto, ya que el Polideportivo San Carlos fue utilizado como segunda sede de la Copa Panamericana de Voleibol Femenino de 2016 que tuvo lugar del 2 al 10 de julio de 2016. Los Cañeros del Este jugaron algunos partidos en el Polideportivo Leo Tavárez en Higüey, La Altagracia.

- Los Metros de Santiago registraron el récord de mejor comienzo de temporada tras registrar un 10-0, superando el antiguo récord de 9-0 que poseían los Cocolos de San Pedro de Macorís de 2005 y los Leones de Santo Domingo de 2011. También registraron el récord de más victorias consecutivas en la serie regular con 15 victorias sumando las últimas 5 que ganaron el año pasado.[11]

- El 11 de agosto de 2016, los Metros ganaron su último partido de la temporada regular para registrar una marca de 18 ganados y 2 perdidos,[12] estableciendo el récord de más victorias en una temporada regular en la historia de la Liga Nacional de Baloncesto. El récord anterior pertenecía a los Constituyentes de San Cristóbal (ahora Titanes del Distrito Nacional), quienes finalizaron con marca de 16-7 en 2006 (Ese año se jugaron 23 partidos por equipo en la temporada regular, mientras que desde 2011 se disputan 20 partidos por equipo).

- Entre otras hazañas logrados por los Metros están: el primer equipo en la historia de la Liga Nacional de Baloncesto en ganar la temporada regular de la liga tres veces consecutivas (logrado desde 2014), el primer equipo en ganar la serie regular de un circuito en cuatro ocasiones consecutivas (logrado desde 2013). En 2013 con récord de 13-7, 2014 con 13-7 y 2015 con marca de 14-6. También son el primer equipo en terminar la fase regular invictos en casa con 8-0 e invictos ante los oponentes de su mismo circuito con marca de 12-0.

- El 11 de agosto de 2016 en el último partido de los Metros en la serie regular, Adris de León estableció el récord de más puntos en un partido con 54 puntos en la victoria ante los Huracanes del Atlántico 122 a 99,[13][12] rompiendo la marca anterior de 48 puntos que logró Tyron Thomas con los Indios de San Francisco de Macorís el 3 de junio de 2015. Adris también igualó la marca de más triples anotados en un partido con 11,[12] récord que fue establecido por Courtney Nelson de los Huracanes del Atlántico específicamente en un partido ante los Metros el 3 de septiembre de 2011.[14]